# Interruption volontaire de grossesse
Cet article concerne l'avortement déclenché sans raison médicale dans un cadre légal. Pour les autres significations, voir Avortement (homonymie).
Pour les articles homonymes, voir IVG.
 Mise en garde médicale
L'interruption volontaire de grossesse (ou IVG) désigne un avortement déclenché volontairement à la demande d'une femme enceinte qui ne veut pas poursuivre sa grossesse.
L'interruption volontaire de grossesse ne peut être pratiquée que par un médecin ou par une sage-femme.
Depuis le 2 mars 2022, en France, l’avortement peut être pratiqué jusqu'à la fin de la 14e semaine de grossesse - soit seize semaines après le premier jour des dernières règles.
Lorsque l'interruption volontaire de grossesse est pratiquée par voie médicamenteuse elle peut être réalisée jusqu'à la fin de la septième semaine de grossesse.
La fausse couche, ou avortement spontané, est l'interruption précoce de la gestation.
Le statut juridique de l'avortement diffère suivant les pays.

## Législations
Selon les pays du monde, la législation mais aussi l'accès ou non à des infrastructures de santé appropriées et à du personnel qualifié, ainsi que les coûts, peuvent être des facilités ou des obstacles à la possibilité d'avorter,.
Selon les pays, la législation concernant l'avortement diffère ; on constate en 2018 au niveau mondial une répartition de l'autorisation dans un cadre légal strict, avec ou sans conditions, plutôt dans les pays développés, tandis qu'il y a davantage de pays où il est illégal parmi les pays en développement. Dans certains pays, il est autorisé uniquement sous certaines conditions très spécifiques.
Dans certains pays du monde, l'avortement est jugé comme un crime : en 2019, c'est notamment le cas au Salvador (où des cas de fausses couches ont été considérées comme des crimes, avec de la prison pour les femmes concernées) et à Malte. En 2019, environ une vingtaine de pays dans le monde ont une législation qui rend l'avortement illégal dans tous les cas ; d'autres pays le restreignent fortement mais ouvrent la possibilité du recours à l'avortement dans des conditions bien déterminées : par exemple, uniquement dans le cas de risques pour la vie de la mère dans certains pays ; ou bien en cas de viol, risque pour la mère ou malformation grave du fœtus dans d'autres pays.

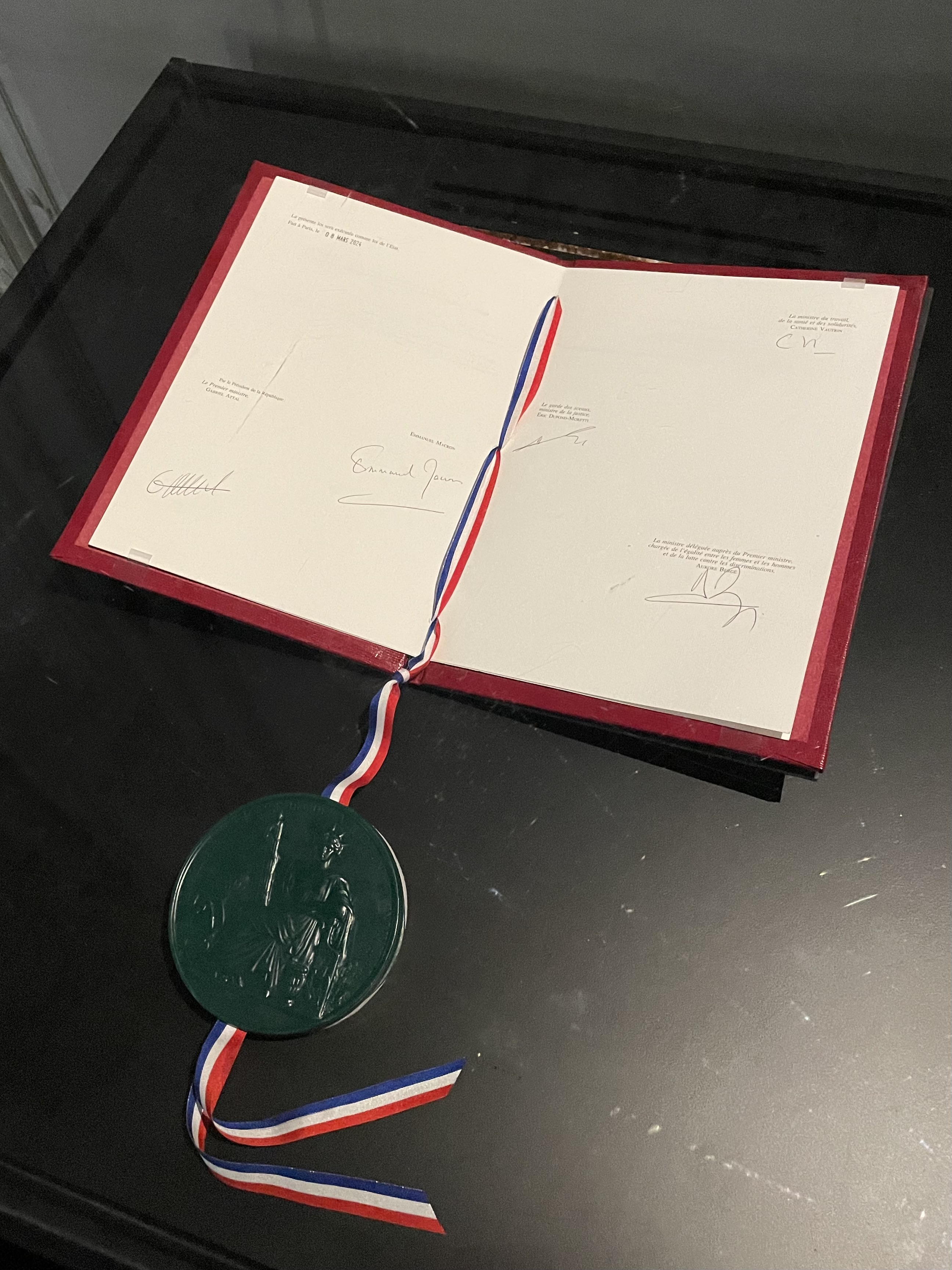
Exemplaire original de la loi constitutionnelle du 8 mars 2024 relative à la liberté de recourir à l’IVG en France.

Dans les pays autorisant l'avortement dans un cadre légal, les délais de recours à celui-ci (période pendant laquelle la femme peut y avorter, souvent estimée en semaines de grossesse ou en semaines d'aménorrhée) sont de durées différentes en fonction du pays : en 2024, par exemple, ce délai est de 90 jours d'aménorrhée en Autriche, quatorze semaines en Espagne (hors conditions très particulières), seize semaines en France, dix-huit semaines en Suède, vingt-quatre semaines aux Pays-Bas.
Par ailleurs, pour les pays ayant légalisé l'avortement, selon les pays et les lieux, les femmes souhaitant recourir à l'avortement peuvent être confrontées à des difficultés d'accès : manque d'information, éloignement ou manque de personnels qualifiés et d'établissements pratiquant l'avortement, manque de lieux et matériels appropriés, délais allongés du fait du manque de personnels, etc.,,.
En France, l'inscription du droit à l'IVG dans la Constitution est votée favorablement (780 parlementaires « pour », sur un total de 852) par le Congrès, le 4 mars 2024, à Versailles. Ce vote fait de la France le premier pays à inscrire ce droit dans sa Constitution.
Au Canada, l'interruption volontaire de grossesse a été légalisée et jugée non conforme à la Constitution, en 1988.

## Incidence
Le nombre total d'avortements provoqués dans le monde en 2003 a été estimé à 42 millions, soit un taux moyen de 29 avortements provoqués pour mille femmes en âge de procréer. Ce taux est de 12 ‰ en Europe occidentale, de 17 ‰ en Europe du Nord, de 18 ‰ en Europe du Sud, de 21 ‰ globalement aux États-Unis et au Canada, de 44 ‰ en Europe de l'Est. En France, chaque année (pour les années 2000), il y a environ 201 000 à 215 000 avortements, soit 14 pour 1 000 femmes de 15 à 49 ans.
La tendance est globalement à la baisse par rapport à 1995, année où avaient été pratiquées 46 millions d'avortements dans le monde, soit un taux moyen de 35 avortements pour mille femmes en âge de procréer. Cette baisse est particulièrement forte en Europe de l'Est, où le taux a baissé de 51 % entre 1995 et 2003, contre 17 % à l'échelle mondiale. Si le nombre global d'avortements a diminué entre 1995 et 2003, le nombre d'avortements pratiqués dans des conditions dangereuses a stagné à près de 20 millions par an au niveau mondial, et a augmenté de 10 % en Afrique, où le taux a cependant diminué en raison de l'accroissement en parallèle plus rapide du nombre de femmes en âge de procréer.
Rapporté au nombre de grossesses menées à terme, il y avait, en 2003, 31 avortements pour cent naissances d'enfants vivants, dans le monde, avec un pic de 105 avortements pour cent naissances d'enfants vivants en Europe de l'Est.
L'Organisation mondiale de la santé (OMS) indique en septembre 2020 qu'entre 2015 et 2019, la moyenne annuelle mondiale a été de 73,3 millions d'avortements provoqués (sécurisés ou non) » (sans distinguer les IVG et les IMG). Les estimations sont de 29 % d'avortements provoqués pour les grossesses désirées et 61 % pour les grossesses non désirées ; avec un taux moyen mondial de 39 pour 1 000 femmes de 15 à 49 ans. Parmi l'ensemble des avortements dans le monde, les estimations sont de 45 % d'avortements provoqués « à risque » (voire très risqués pour un tiers de ceux-ci), dont la majorité ont eu lieu dans les pays en développement.

## Techniques médicalisées
Deux types de méthodes médicalisées existent pour interrompre une grossesse : la méthode médicamenteuse et les méthodes chirurgicales. La première ne nécessite pas d'hospitalisation, mais est réservée à des grossesses peu avancées : par exemple, jusqu'à sept semaines de grossesse suivant la loi française, soit neuf semaines d'aménorrhée. Au-delà et jusqu'au terme du délai légal d'accès à l'IVG, il faut utiliser une méthode chirurgicale,. Celle-ci est légale jusqu'à quatorze semaines de grossesse, soit au maximum seize semaines après le début des dernières règles.

### Voie médicamenteuse
La voie médicamenteuse peut être pratiquée durant le premier trimestre, pour une durée qui est fonction de la législation en vigueur.
Deux solutions existent :
- la mifépristone (RU 486), à action antiprogestative, et le misoprostol, analogue de la prostaglandine E1, augmentent les contractions et permet l'évacuation de l'œuf. Médicalement cela peut être pratiqué jusqu'à dix semaines de gestation[15],[16]. Le protocole en France est généralement de 600 mg de mifépristone, suivis, 36 à 48 heures plus tard, de 400 μg de misoprostol[14].
- L'utilisation de methotrexate combiné à la prostaglandine fonctionne jusqu'à sept semaines de gestation[17].

L'association de mifépristone et de misoprostol permet un avortement avec expulsion complète de l'embryon mais semble légèrement plus efficace lorsque le misoprostol est donné par voie endovaginale, aboutissant à près de 95 % de succès, bien que cette donnée soit contestée. La voie endovaginale a cependant l'avantage d'être mieux tolérée.
Les principaux effets indésirables de ces deux médicaments sont des saignements génitaux importants et des troubles digestifs divers. Cette combinaison médicamenteuse est par ailleurs contre-indiquée en cas d'insuffisance rénale aiguë ou chronique, hépatique, surrénalienne, d'asthme sévère, de bronchite obstructive, d'anémie, de troubles de la coagulation, d'antécédent cardio-vasculaire et autres contre-indications à l'emploi de prostaglandines, en cas d'allergie à la mifépristone, et aussi en cas de suspicion de grossesse extra-utérine. Un âge supérieur à 35 ans ou un tabagisme exposent à des risques cardio-vasculaires.
Cette technique médicamenteuse permet un avortement « à domicile », largement employée aux États-Unis.
L’absorption, au plus tôt, de mifépristone suivie dans les 24–48 heures suivantes par une administration buccale ou vaginale de misoprostol est efficace à 98 % dans les 9 premières semaines de gestation ; entre 9 et 10 semaines, l'efficacité diminue à 94%,.
En cas d'échec de l'avortement chimique, il reste possible de procéder à une IVG chirurgicale,. Si toutefois la patiente renonce alors à avorter et décide de poursuivre sa grossesse, il existe un risque de malformation du fœtus.
En France, tout médecin pratiquant des IVG médicamenteuses doit avoir signé une convention avec un établissement de santé autorisé à pratiquer des IVG. L'IVG médicamenteuse nécessite au moins cinq consultations médicales : deux consultations médicales préalables, une consultation pour la prise de la mifépristone, une autre pour celle du misoprostol, et enfin un rendez-vous de contrôle 15 jours après. La prise médicamenteuse s'effectue en présence du médecin, d'une sage-femme ou d'une infirmière dans le cadre d'un centre d'orthogénie. L'IVG doit être pratiquée en établissement de santé si la femme enceinte souhaite garder son anonymat.

### Voie chirurgicale

1-Sac amniotique
2-Embryon
3-Doublure utérine
4-Spéculum
5-Canule vaginale
6-Canule vaginale reliée à une pompe d'aspiration

L'avortement sous anesthésie locale n'est pas douloureux, sauf pour quelques femmes qui peuvent éprouver des douleurs analogues à celles procurées par les règles pendant quelques minutes à la fin de l’aspiration ; néanmoins les patientes préfèrent généralement l'anesthésie générale (75 % contre 20 % d'anesthésies locales en France[réf. nécessaire]) afin de ne pas « assister » à l'opération. Les deux types d'anesthésie ont une sécurité équivalente même si leurs complications diffèrent.
La principale méthode chirurgicale consiste à aspirer l'embryon à l'aide d'une canule introduite dans l'utérus, après dilatation du col de l'utérus et une anesthésie, qui peut être locale ou générale. Le taux de succès de cette méthode chirurgicale est de 99,7 %.
Une méthode d'aspiration plus simple, ne nécessitant pas d'anesthésie ou de dilatation du col de l'utérus, est la méthode de Karman, développée vers 1970. C'est une méthode plus sûre et plus rapide que le curetage ou l'aspiration après dilatation.
Le curetage (plus précisément « dilatation et curetage ») est une autre méthode chirurgicale, qui consiste à utiliser une curette à la place d'un aspirateur. Cette technique apparue au milieu du XIXe siècle tend à être remplacée de nos jours, dans les pays riches, par la méthode par aspiration de l’embryon, nettement plus sûre et confortable. Elle est cependant toujours très utilisée dans les pays en développement et peut entraîner de graves complications (hémorragies, perforations de l'utérus, infections) entraînant parfois la stérilité voire la mort.
La mise sous antibiotiques (doxycycline) est habituelle, permettant de diminuer les complications infectieuses d'un curetage.
L'utilisation concomitante de mifépristone ou de misoprostol permet de ramollir le col utérin et d'en dilater l'ouverture.
De la 7e à 16e semaine d’aménorrhée, l'avortement peut être effectué par intervention chirurgicale. Cette méthode est pratiquée sur une journée et consiste à aspirer le contenu utérin sous anesthésie générale. À quatorze semaines d'aménorrhée, la taille du fœtus et la solidification de sa tête ne permettent plus l'aspiration du fœtus. Il est alors nécessaire de procéder à la découpe du fœtus et à la réduction de sa tête in-utero.
Par exemple, au Canada, la durée du processus est d’environ 15 à 30 minutes suivies d’un temps de repos à la clinique d’environ une heure.

### Risques et suites médicales
Quelle que soit la technique choisie, il existe des risques dont la patiente doit être informée. En cas d'avortement clandestin, les risques sont plus nombreux et ont des conséquences souvent plus graves. Dans un contexte favorable, le suivi médical est aussi là pour prendre en compte les éventuels risques physiques.
Pour l'IVG médicamenteuse, il existe des risques d’hémorragie, d’infection, d’échec, d’effets secondaires des différents traitements médicamenteux (douleurs, nausées, vomissements).
Pour l’IVG chirurgicale, il y a des risques inhérents à tout acte chirurgical, des risques de perforer l’utérus (1 % des cas) avec risque de perforation intestinale, hémorragie, échec, infection, risques sur la fertilité future.
Aucune augmentation du risque d'infertilité, de fausses-couches ou de grossesse extra-utérine chez la femme qui a eu recours à l'IVG n'a pu être démontrée.
Il est préconisé que le praticien discute d'emblée avec la patiente, à la suite d'une IVG, des moyens de contraception. La pose immédiate d'un stérilet peut être faite en toute sécurité.
Différentes émotions peuvent être ressenties à la suite d'une IVG. Dans la plupart des cas, il s'agit d'une forme de soulagement. Mais dans d'autres cas, des sentiments comme le regret ou la tristesse peuvent apparaître.

### Médication et psychologie
En France, le système de santé est habitué à recevoir, de manière anonyme, des femmes envisageant une IVG [réf. souhaitée]. Toutefois, le ministère de la Santé a publié en décembre 2009 un rapport réalisé par la direction de la Recherche, des Études, de l'Évaluation et des Statistiques (DREES) selon lequel l'accompagnement psychologique des femmes demandant une IVG est trop souvent négligé.

### Avortements clandestins
Généralement réalisés dans des conditions sanitaires médiocres, les avortements clandestins, sont la cause de complications graves et même d'une forte mortalité féminine dans de nombreux pays,,,.
En 2003, 48 % des avortements pratiqués dans le monde l'ont été dans des conditions dangereuses et plus de 97 % de ces avortements dangereux avaient lieu dans des pays en voie de développement,. Une étude complète montre que, entre 2010 et 2014, dans les pays développés, 87,5 % sont sécurisés, mais seulement 50,5 % dans les pays en voie de développement. Le taux d'avortements à risque monte à 76,4 % en Amérique latine et 75,6 % en Afrique.
Ce sont près de 20 millions d'avortements qui sont ainsi pratiqués chaque année en dehors de structures adaptées ou par des praticiens n'ayant pas les compétences requises, ou auto-administrés par la femme elle-même,. 68 000 femmes en meurent chaque année, souvent à la suite d'hémorragies, de septicémies ou d'empoisonnements, et des millions d'autres femmes en gardent des séquelles, parfois avec une infertilité secondaire à l'intervention.
En 2020, l'Organisation mondiale de la santé (OMS) souligne dans le cadre de la prévention des « avortements à risque » que : « Pratiquement tous les décès et cas d’incapacités dus aux avortements pourraient être évités par l’éducation sexuelle, l’utilisation de moyens de contraception efficaces, l’accès légal à l’avortement provoqué médicalisé, et à des soins prodigués à temps en cas de complications ».

## Quelques motivations particulières

### Eugénisme sexuel
Dans plusieurs pays (Inde, Chine, Népal, Viêt Nam, Corée du Sud, Taïwan...) où l'avortement est légal depuis les années 1970, celui-ci est parfois détourné de son usage initial afin de sélectionner le sexe des enfants. La culture de ces pays privilégie en effet la naissance des garçons, pour des questions d'honneur, de patrimoine familial ou de culte religieux. En dépit de l'interdiction faite par ces pays d'utiliser l'avortement à des fins sélectives (en Corée du Sud, par exemple, il était jusqu'en 2009 interdit aux gynécologues de dévoiler le sexe du bébé), des millions de fœtus féminins sont éliminés chaque année. Il en résulte un surplus de naissances masculines depuis plus de vingt ans en Asie, et donc un déficit massif de femmes,. L'Asie est le seul continent à être devenu majoritairement masculin, et des millions d'hommes sont célibataires, faute de pouvoir trouver une épouse.

### Trafics de produits d'avortement
En avril 2005, le journal The Observer rapporte un trafic illégal de fœtus, y compris de fœtus de plus de 12 semaines, en provenance d'Ukraine et à destination de la Russie, où leurs cellules sont utilisées par des salons de beauté afin d'offrir des traitements cosmétiques illégaux, scientifiquement douteux, et même dangereux, à de riches clients en quête de cures de jouvence. Le journal soupçonne les trafiquants de payer les femmes ukrainiennes 100 livres sterling afin de consentir à avorter et donner leur accord pour l'utilisation du fœtus par des instituts publics de recherche. Mais d'après la police ukrainienne, ces instituts sont gangrenés par la corruption et revendent ensuite les fœtus, pour 5 000 livres, à des cliniques privées, notamment moscovites, où sont pratiqués ces traitements. Certains médecins payeraient même les femmes ou les tromperaient pour les convaincre de repousser la date de leur avortement, les fœtus tardifs étant particulièrement prisés. D'après le ministère russe de la Santé, sur 41 cliniques moscovites offrant des traitements à base de cellules souches, 37 seraient hors-la loi.

## Débat éthique

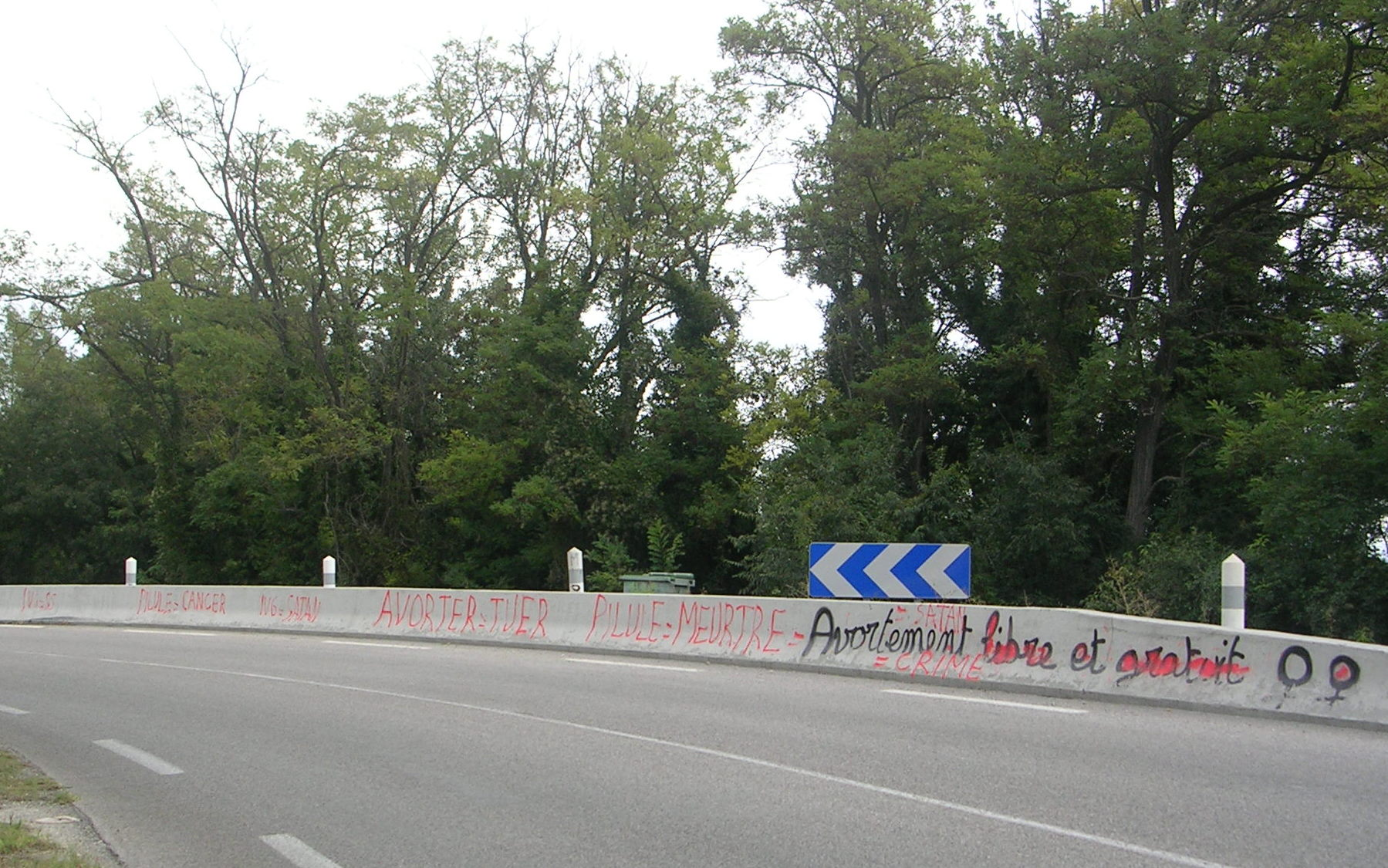
Slogans inscrits le long d'une route de campagne (2010, France).

L'Interruption volontaire de grossesse (IVG) est, chez l'être humain, au-delà d'un phénomène physiologique concernant la femme enceinte, un phénomène social. La conquête du droit à l’IVG constitue une part importante du mouvement féministe, pour la « libre disposition de son corps » par la femme, contre l'indisponibilité du corps humain et le droit de naître de l'embryon.
Dans les pays où l'interruption volontaire de grossesse n'est pas légalisée, des mobilisations ont lieu pour l'obtention de ce droit. Dans les pays où l'interruption volontaire de grossesse est légalisée, et plus particulièrement aux États-Unis, en Italie et en Espagne, le droit à l'interruption volontaire de grossesse est parfois contesté par certains mouvements dits « pro-vie », qui sont généralement d'inspiration religieuse ou conservatrice.
Au contraire, il est défendu par de nombreux mouvements pro-choix, et notamment Barack Obama qui a rappelé que « Cette décision non seulement protège la santé des femmes et la liberté de reproduction, mais symbolise un principe plus large : que le gouvernement n'a pas à se mêler des affaires de famille les plus intimes ».
Les partisans du droit à l'avortement considèrent souvent que sa condamnation légale est immorale dans la mesure où elle conduit à des avortements clandestins, causes de fortes souffrances humaines, tant psychologiques que biologiques. Ainsi, pour Les Chiennes de garde :

« Être favorable à la légalisation de l'IVG, c’est, tout simplement, être sensible à un problème de santé publique (et donc, économique) : car une femme qui veut avorter le fera, dans n’importe quelle condition, quitte à mettre sa santé ou sa vie en danger, et quoi qu'en dise la loi. Ainsi, dans les pays où l’IVG est pénalisée, les femmes avortent autant que dans les pays où elle est légale : interdire l'IVG n’a jamais fait baisser le taux d’avortement. En revanche, interdire l’IVG fait augmenter de manière dramatique le taux de décès des suites d’avortements clandestins : où l'IVG est illégale, le taux de mortalité est de 330, en moyenne, pour 100 000 avortements. Où l’IVG est légale, en revanche, le taux de mortalité oscille entre 0,2 et 1,2 pour 100 000 avortements. (…) Ce que chacun(e) pense du statut de l’embryon, du commencement de la vie humaine ou de l’existence de l’âme ne devrait même pas faire l’objet d’un débat et ne devrait relever que des convictions intimes n’ayant strictement rien à voir avec la législation. »

Cependant, pour les adversaires de l'avortement qui veulent revenir sur les lois actuelles concernant l'avortement, ou le supprimer, que ce soit en se fondant sur une approche religieuse ou non, il s'agit avant tout d'un problème éthique concernant la défense de la dignité de la personne dès l'instant de la conception. Cela soulève d'importants débats philosophiques concernant le statut de la personne humaine et le moment où il est question d'un tel statut. En effet, pour le droit français et droit canadien, seul l'enfant né a le statut juridique d'une personne. Cependant, certaines positions philosophiques, métaphysiques ou théologiques font remonter l'existence d'un être avant sa naissance. Dans leur discours contemporain, ces courants soulignent souvent le fait que, dès sa conception, l'embryon possède l'ensemble du matériel génétique de la personne adulte.
L'IVG est l'objet de débats dans la plupart des sociétés modernes. Il était traditionnellement interdit, pour différents motifs :
- de maintien de rites familiaux : dans de nombreuses sociétés, les enfants s'occupent de l'esprit de leurs ancêtres après leur mort, notamment dans la tradition chinoise où l'avortement n'a jamais été illégal ni interdit mais était une décision familiale et/ou sociale à laquelle la femme ne participait pas mais qu'elle subissait uniquement ;
- démographiques : les gouvernements pensant que l'autorisation de l'avortement fait baisser le nombre de naissances, et l'importance de la population étant une mesure de la puissance ;
- religieux : la plupart des grands courants religieux interdisent l'avortement car ils le considèrent comme une atteinte à la vie humaine. Il existe cependant des confessions et des associations qui ont une vue discordante[Lesquels ?] ;
- inégalité entre les sexes : l'homme ayant la primauté dans la décision d'avoir (ou non) un enfant, la femme se voyait refuser le droit de prendre la décision d'avorter.

Les modifications sociales - affaiblissement de l'influence religieuse et de la sacralisation du processus procréatif, importance décroissante du nombre par rapport au bien-être des populations pour les États, progrès médicaux, rapports sexuels chez les jeunes relativement plus précoces dans les pays occidentaux et plus tardifs dans les autres, mauvaise information sur les moyens de contraception, affaiblissement du poids des traditions et égalité des droits entre l'homme et la femme - ont progressivement atténué l'interdit, puis permis une légalisation plus large (extension des cas concernés, allongement de la période légale…).
La difficulté du législateur sera de trancher parmi toutes les positions possibles pour fixer un délai légal d'IVG, délai qui fait nécessairement des mécontents de part et d'autre. Les uns et les autres pouvant se réclamer de valeurs peu négociables (la dignité de la vie d'un côté, la liberté de l'autre) cela explique que l'avortement soit depuis quelques décennies un sujet de controverse inépuisable. En outre, la solution éthique ne peut pas faire l'économie d'une réflexion sur le drame que peut représenter le choix dans un sens ou dans l'autre, compte tenu des pressions sociales intenses qui s'entrecroisent sur la question. D'un point de vue légal, le statut juridique de la personne est lié à celui d'un développement suffisant de l'embryon (cette limite étant variable), autorisant l'avortement en deçà, et en condamnant éventuellement l'illégalité au-delà. La plupart des pays du monde ayant des législations différentes et variables avec le temps, aucune définition unanime de ce qui peut être considéré comme un embryon ou personne à part entière n'a été trouvée, la science ne pouvant pas, à elle seule, apporter une réponse.

## Religions

### Judaïsme
Il est écrit dans la Torah : « Il n'y aura dans ton pays ni femme qui avorte, ni femme stérile. Je remplirai le nombre de tes jours » (Exode 23;26). Cependant, certaines de ses dispositions concernent la vie fœtale, directement ou non. La disposition la plus sévère est liée à l'interdiction de tuer. Cette interdiction est directe dans le cas où la Halakhah considère que le fœtus est un être vivant, mais les sources talmudiques ne sont pas univoques ni même claires à ce sujet (par exemple, Rachi semble indiquer qu'un fœtus n'est pas nécessairement un être humain). Pour ce qui est des autres dispositions, le respect généralement dû à la vie humaine (manifeste dans l'interdiction de blesser ou de détruire la semence humaine) conduit également à argumenter contre l'avortement. De ce fait, cet acte est généralement considéré comme « contraire à la loi », et réprouvé en conséquence. Cependant, le Talmud ne considère qu'un fœtus n'est formé qu'après quarante-et-un jours, un avortement avant ce délai est donc considéré moins sévèrement.
La loi juive autorise l'avortement si le fœtus constitue une menace directe pour l'intégrité de la femme enceinte. Les limites de cette menace sont cependant très discutées. La Mishna dit explicitement que le fœtus doit être sacrifié pour sauver la mère, parce que la vie de la mère a priorité sur celle de l'enfant qui n'est pas né. Par suite, la plupart des autorités rabbiniques autorisent l'avortement en cas de menace vitale pour la femme, mais d'autres étendent cet avis au cas du risque d'aggravation d'une maladie physique ou psychique de la mère.
Dans leur immense majorité (exception du rabbin Eliezer Waldenberg), les autorités juives ne reconnaissent pas les infirmités du fœtus comme une indication de l'interruption de la grossesse. Le rabbin et posseq Moshe Feinstein interdisait ainsi les diagnostics prénataux qui entraînent les parents à demander une action abortive. Il allait même plus loin en écrivant : « Ces dernières années on a observé un nombre croissant d'avortements réalisés. Il est interdit aux médecins qui respectent la Torah de participer à un avortement de quelques manières que ce soit, que la patiente soit juive ou non. La prohibition de l'avortement est une prohibition universelle et elle s'applique aussi bien aux non-juifs qu'aux juifs ». Néanmoins, le rabbin et posseq Shaul Israeli autorise dans certaines circonstances l'avortement en cas de maladie du fœtus, et ajoute même que cela ressort de la Mitzvah d'aimer son prochain[réf. nécessaire].

### Bouddhisme
Le bouddhisme fixe le début de la vie humaine, bhava, aux premiers signes de conscience : capacité de ressentir le plaisir ou la douleur et d'y réagir. C'est alors que l'être hérite du karma passé. Concrètement, selon Ajahn Brahm, on peut l'assimiler à l'apparition du système nerveux, à la capacité de ressentir la souffrance et de manifester une volonté ; un embryon hors de la matrice maternelle (par exemple, pour la recherche ou la fécondation in vitro) « n'est pas reconnu comme une vie humaine, et donc les considérations éthiques propres à l'être humain ne s'y appliquent pas ».
Le bouddhisme interdit l'avortement lorsqu'il supprime une vie, le premier précepte de l'éthique bouddhique étant : ne pas tuer (l'acte de tuer étant constitué dès lors qu'il y a intention de tuer, effort de tuer et mort de la victime).
Selon le code monastique du bouddhisme theravāda, le Vinaya, un moine qui recommande ou facilite un avortement commet une faute grave (parajika) et encourt une expulsion immédiate du Sangha.
Dans le bouddhisme tibétain, le dalaï-lama reconnaît qu'il existe des situations justifiant l'avortement (interruption médicale de grossesse). La délimitation précise des situations concernées est généralement reconnue comme un problème social dépassant le cadre de la philosophie bouddhiste. D'un point de vue moral, seule la compassion, la Karunā, peut justifier une telle action.

### Christianisme
La très grande majorité des Églises chrétiennes s'oppose à l'avortement.

#### Catholicisme
L'Église catholique réaffirme dans l'encyclique Evangelium Vitæ sa condamnation de l'avortement direct. Pour le pape Jean-Paul II, « Celui qui est supprimé est un être humain qui commence à vivre, c'est-à-dire l'être qui est, dans l'absolu, le plus innocent qu'on puisse imaginer : jamais il ne pourrait être considéré comme un agresseur, encore moins un agresseur injuste ! Il est faible, sans défense, au point d'être privé même du plus infime moyen de défense, celui de la force implorante des gémissements et des pleurs du nouveau-né ». L’Église ne s’est pas formellement prononcée sur le moment précis de l’animation de l’être humain mais selon le Donum Vitae, elle invite à respecter la vie dès sa conception.
Dans les textes magistériels et le catéchisme de l'Église catholique, l'avortement « direct » est considéré, s'il est effectué « en pleine connaissance et avec entier consentement », comme un péché extrêmement grave : il entre dans la catégorie des « péchés mortels », c'est-à-dire qui détruisent la charité dans le cœur de l’Homme,. Selon le droit canon, il entraîne une excommunication latae sententiae (automatique, sans prononcé de la peine) dès lors que la personne qui le réalise est âgée de plus de 16 ans et a une pleine conscience de son acte. Il concerne la femme qui le pratique et les médecins ou para-médicaux qui participent à la procédure. En revanche, l'avortement indirect, où la mort du fœtus n’est pas voulue mais est la conséquence de soins prodigués à la mère, n'est pas condamné.
Il existe cependant des personnes et des groupes qui, tout en se réclamant du catholicisme, contestent l'enseignement du Magistère sur l'avortement (et d'autres points), comme l'atteste par exemple le document « A Catholic Statement on Pluralism and Abortion », publié en 1984 dans le The New York Times et signé par un grand nombre de théologiens américains. L'association Catholics for Choice, principalement active aux États-Unis, défend également l'idée selon laquelle l'avortement peut être un choix moral acceptable dans certains cas ; les conférences épiscopales des États-Unis et du Canada considèrent néanmoins qu'elle ne peut se réclamer du catholicisme). La collective féministe chrétienne L'autre Parole, dont nombre de ses membres sont de tradition catholique, s'affirme quant à elle « pour la vie et pour le choix ».

#### Église orthodoxe
La position de l'Église orthodoxe rejoint, sur le plan de la morale, celle du catholicisme mais, en accord avec le principe dit « d'économie » (soumission de la loi générale à chaque personne en prenant en compte son existence et ses limites) qui lui est propre, elle peut autoriser une personne à pratiquer l'IVG si l'évêque ou le prêtre discerne l'avènement d'une détérioration psychologique ou spirituelle dans le cas contraire[réf. nécessaire].

#### Protestantisme
Les Églises protestantes historiques (presbytérienne, épiscopalienne, méthodiste…) adoptent des positions variées.

#### Christianisme évangélique
La majorité des églises chrétiennes évangéliques est contre l’interruption volontaire de grossesse et soutient le recours aux agences d’adoption et aux agences de support social pour les mères qui veulent garder leur bébé.

### Islam
Le Coran n'aborde pas la question de l'avortement, c'est donc sur les interprétations des savants qu'il faut s'appuyer.
Le Sahih al-Bukhari (livre des hadiths) indique que l’âme est insufflée au fœtus après 120 jours de gestation. Par conséquent, certains érudits hanafites considèrent que l'avortement avant la fin de la période de cent vingt jours est autorisé, bien que d’autres enseignent que l'avortement dans les 120 jours est makruh (désapprouvé, c'est-à-dire déconseillé). L'école malékite soutient que « le fœtus est doté d'une âme dès la conception ». Ainsi, « la plupart des malékites n'autorisent l'avortement à aucun moment, considérant que la main de Dieu forme activement le fœtus à chaque étape de son développement ». Toutes les écoles de pensée islamiques s’accordent toutefois sur la légalité de l’avortement lorsque la vie de la mère est en danger, car la vie de la mère est primordiale.
Dans l'islam chiite, l'avortement est « interdit après l'implantation de l'ovule fécondé ». Le leader de la révolution islamique iranienne, l'ayatollah Khomeini, a déclaré que la charia interdit l'avortement sans aucune raison « même au stade le plus précoce possible ».  Cette position est partagée par d'autres érudits chiites.

## Dans l'art et la culture

### Cinéma (sélection)
- Histoires d'A (1973), documentaire de Marielle Issartel et Charles Belmont
- L'une chante, l'autre pas (1977) d'Agnès Varda.
- Une affaire de femmes (1988) de Claude Chabrol
- Victoire ou la Douleur des femmes (1999), téléfilm en trois parties de Nadine Trintignant.
- Histoire d'un secret (2003) documentaire de Mariana Otero
- Vera Drake (2005) de Mike Leigh
- Le Procès de Bobigny (2006), téléfilm de François Luciani.
- 4 mois, 3 semaines, 2 jours (2007) de Cristian Mungiu.
- Juno (2007) de Jason Reitman.
- Les Bureaux de Dieu (2008) de Claire Simon.
- La Loi (2014) téléfilm de Christian Faure.
- L'Événement (2021) de Audrey Diwan.

### Littérature (sélection)
- L'Enfant est une nouvelle de l'écrivain français Guy de Maupassant publiée en 1883 et qui traite de l'avortement à la fin du XIXe siècle.
- Les Pré-Personnes (paru en 1974 aux États-Unis, en 1975 en France), nouvelle de l'écrivain de science-fiction américain Philip K. Dick, qui décrit une société futuriste où le « droit à l'avortement » s'étend jusqu'à l'âge de 12 ans.
- L'Œuvre de Dieu, la part du Diable (1985), roman de l'écrivain américain John Irving traitant extensivement des dilemmes moraux que l'on peut voir dans l'avortement.
- La Vacation, premier roman de l'écrivain français Martin Winckler, P.O.L, 1989.Il raconte comment Bruno Sachs, médecin généraliste, découvre une réalité difficile : même si l'IVG est une liberté indispensable pour permettre aux femmes de ne pas être assujetties à la grossesse, une IVG ça fait mal à tout le monde, y compris aux soignants. Il raconte enfin comment, pour faire face à cette souffrance, Bruno écrit un livre.
- L’Évènement, de l'écrivaine française Annie Ernaux, Paris, Gallimard, 2000, 129 p. En 1963, quatre ans avant la législation de la pilule contraceptive et douze ans avant la loi Veil, ce récit autobiographique décrit le parcours du combattant d’une jeune étudiante pour avorter.
- Dix-sept ans, de la journaliste, réalisatrice et écrivaine française Colombe Schneck, Paris, Éditions Grasset et Fasquelle, 2015, 96 p.  (ISBN 978-2-246-85608-5). Dans cet ouvrage, l'auteur raconte l'I.V.G. qu'elle a subie à cet âge, en 1984[72].
- Le Choix, de Désirée et Alain Frappier. Éditions la ville brûle, 2015, 119 p. Entre le documentaire et l'autobiographie, ce roman graphique raconte l'épopée de la lutte féminine pour le droit à l'avortement et à la contraception.
- Ta grossesse, de la romancière et universitaire française Suzanne Duval, Collection Fiction, P.O.L, 2020, 176 p (ISBN 9782818049778).